# Inscriptiones Graecae
Inscriptiones Graecae (abbreviato IG) è il nome dato a un progetto editoriale dell'Accademia delle scienze di Berlino il cui scopo è di raccogliere e pubblicare tutte le iscrizioni conosciute della Grecia antica continentale e delle isole dell'Egeo.

## Storia
Il progetto è stato concepito come una continuazione del Corpus Inscriptionum Graecarum (Corpus delle iscrizioni greche) pubblicato da August Böckh tra il 1825 e il 1860, e sviluppato in parallelo al Corpus Inscriptionum Latinarum (Corpus delle Iscrizioni latine) fondato da Theodor Mommsen nel 1847. Dal 1860 al 1902 è stato diretto da Adolf Kirchhoff. Dal 1902 al 1931 Ulrich von Wilamowitz-Moellendorf ebbe il controllo del progetto; egli seppe riorganizzare e dare linfa nuova all’IG, trasformandolo nella serie più importante di pubblicazioni concernenti le fonti indispensabili agli studi classici.
Dopo la seconda guerra mondiale il progetto soffrì la mancanza di supporti finanziari, dovuto al disinteresse delle autorità della DDR per gli studi classici. Dopo la morte di Günther Klaffenbach nel 1972 non fu pubblicato più nulla; il progetto veniva continuato da un unico collaboratore. In seguito alla riunificazione tedesca il progetto fu rivitalizzato e rifinanziato, e ricominciò la pubblicazione di nuovi volumi.

## Pubblicazioni
Finora sono stati pubblicati 49 fascicoli, alcuni dei quali in diverse edizioni. La preparazione dei singoli volumi è in parte affidata a studiosi esterni, nel qual caso l’Accademia di Berlino si riserva di curare l'edizione finale. 
L'Accademia inoltre conserva una delle più grandi collezioni esistenti di calchi cartacei di Iscrizioni greche. Il progetto è attualmente diretto da Peter Funke. Come curatori dei volumi precedenti figurano Wilhelm Dittenberger, Friedrich Hiller von Gaertringen, Johannes Kirchner e Günther Klaffenbach.
La lingua di edizione rimane il latino, il che è stato occasionalmente criticato in vista della diminuzione registrata nell'uso di questa lingua e il maggior sforzo richiesto ai curatori. Fino ad ora le iscrizioni sono state pubblicate senza traduzione, ma recentemente le traduzioni tedesche di tutti i nuovi volumi sono disponibili sul sito ufficiale dell’IG.

### Elenco dei volumi e dei fascicoli
- IG I²	Inscriptiones Graecae I: Inscriptiones Atticae Euclidis anno (403/2) anteriores, 2nd edn., a cura di Friedrich Hiller von Gaertringen. Berlin 1924.
- IG I³	Inscriptiones Graecae I: Inscriptiones Atticae Euclidis anno anteriores. 3rd edn. Berlin 1981, 1994. Fasc. 1, a cura di David Lewis, Decreta et tabulae magistratuum (nos. 1-500); fasc. 2, a cura di David Lewis and Lilian Jeffery, Dedicationes. Catalogi. Termini. Tituli sepulcrales. Varia. Tituli Attici extra Atticam reperti. Addenda (nos. 501-1517).
- IG II	Inscriptiones Atticae aetatis quae est inter Euclidis annum et Augusti tempora, a cura di Ulrich Koehler. Parts I-V. Berlin 1877-1895.
- IG II²	Inscriptiones Graecae II et III: Inscriptiones Atticae Euclidis anno posteriores, 2nd edn., Parts I-III, a cura di Johannes Kirchner. Berlin 1913-1940. — Part I, 1-2 (1913-1916) = Decrees and Sacred Laws (Nos. 1-1369); Part II, 1-2 (1927-1931) = Records of Magistrates and Catalogues (Nos. 1370-2788); Part III, 1 (1935) = Dedications and Honorary Inscriptions (Nos. 2789-5219); Part III, 2 (1940) = Funerary Inscriptions (Nos. 5220-13247). — Part V, Inscriptiones Atticae aetatis quae est inter Herulorum incursionem et Imp. Mauricii tempora, a cura di Ericus Sironen. Berlin 2008. (Nos. 13248-13690) [Texts in part V adapted from an electronic copy kindly provided by Prof. Dr. Klaus Hallof, director of the Inscriptiones Graecae program.]
- IG II³	Inscriptiones Graecae II et III: Inscriptiones Atticae Euclidis anno posteriores, 3rd edn. Berlin 2012-. Part I, Leges et decreta. Fasc. 2, Leges et decreta annorum 352/1-322/1, a cura di Stephen D. Lambert. Berlin 2012. (Nos. 292-386); fasc. 5, Leges et decreta annorum 229/8-168/7, a cura di Voula N. Bardani and Stephen V. Tracy. Berlin 2012. (Nos. 1135-1461).*IG III	Inscriptiones Atticae aetatis romanae, a cura di Wilhelm Dittenberger. Parts I-II. Berlin 1878-1882.
- IG III App.	Inscriptiones Graecae III, Appendix: Defixionum Tabellae, a cura di Richard Wuensch. Berlin 1897.
- IG IV	Inscriptiones Graecae IV = Inscriptiones graecae Aeginae, Pityonesi, Cecryphaliae, Argolidis, a cura di Max Fraenkel. «Corpus inscriptionum graecarum Peloponnesi et insularum vicinarum», 1. Berlin 1902.
- IG IV²,1	Inscriptiones Graecae, IV. Inscriptiones Argolidis. 2nd edn. Fasc. 1, Inscriptiones Epidauri, a cura di Friedrich Hiller von Gaertringen. Berlin 1929.
- IG V,1	Inscriptiones Graecae, V,1. Inscriptiones Laconiae et Messeniae, a cura di Walter Kolbe. Berlin 1913.
- IG V,2	Inscriptiones Graecae, V,2. Inscriptiones Arcadiae, a cura di Friedrich Hiller von Gaertringen. Berlin 1913.*IG IX,1	Inscriptiones Graecae IX,1. Inscriptiones Phocidis, Locridis, Aetoliae, Acarnaniae, insularum maris Ionii, a cura di Wilhelm Dittenberger. Berlin 1897.
- IG VII	Inscriptiones Graecae, VII. Inscriptiones Megaridis, Oropiae, Boeotiae, a cura di Wilhelm Dittenberger. Berlin 1892.
- IG IX,1²	Inscriptiones Graecae IX,1. 2nd edn., a cura di Günther Klaffenbach. Berlin 1932-1968. — Fasc. 1, Inscriptiones Aetoliae (1932); fasc. 2, Inscriptiones Acarnaniae (1957); fasc. 3, Inscriptiones Locridis occidentalis (1968).
- IG IX,2	Inscriptiones Graecae, IX,2. Inscriptiones Thessaliae, a cura di Otto Kern. Berlin 1908.
- IG X,2 1	Inscriptiones Graecae, X: Inscriptiones Epiri, Macedoniae, Thraciae, Scythiae. Pars II, fasc. 1: Inscriptiones Thessalonicae et viciniae, a cura di Charles Edson. Berlin 1972.
- IG X,2 2	Inscriptiones Graecae, X: Inscriptiones Epiri, Macedoniae, Thraciae, Scythiae. Pars II, fasc. 2: Inscriptiones Macedoniae septentrionalis. Sectio prima: Inscriptiones Lyncestidis, Heracleae, Pelagoniae, Derriopi, Lychnidi, a cura di Fanula Papazoglu, Milena Milin, Marijana Ricl, adiuvante Klaus Hallof. Berlin 1999.
- IG XI,2	Inscriptiones Graecae XI. Inscriptiones Deli, fasc. 2, a cura di Félix Durrbach. Berlin 1912. Nos. 105-289.
- IG XI,4	Inscriptiones Graecae XI. Inscriptiones Deli, fasc. 4, a cura di Pierre Roussel. Berlin 1914. Nos. 510-1349.
- IG XII Suppl.	Inscriptiones Graecae, XII. Supplementum, a cura di F. Hiller von Gaertringen. Berlin 1939. Addenda to IG XII,2-3, 5, and 7-9.
- IG XII,1	Inscriptiones Graecae, XII. Inscriptiones insularum maris Aegaei praeter Delum, 1. Inscriptiones Rhodi, Chalces, Carpathi cum Saro, Casi, a cura di Friedrich Hiller von Gaertringen. Berlin 1895.
- IG XII,2	Inscriptiones Graecae, XII. Inscriptiones insularum maris Aegaei praeter Delum, 2. Inscriptiones Lesbi, Nesi, Tenedi, a cura di William R. Paton. Berlin 1899.
- IG XII,3	Inscriptiones Graecae, XII. Inscriptiones insularum maris Aegaei praeter Delum, 3. Inscriptiones Symes, Teutlussae, Teli, Nisyri, Astypalaeae, Anaphes, Therae et Therasiae, Pholegandri, Meli, Cimoli, a cura di Friedrich Hiller von Gaertringen. Berlin 1898. — With: Inscriptiones Graecae, XII,3. Supplementum, a cura di Friedrich Hiller von Gaertringen. Berlin 1904.
- IG XII,5	Inscriptiones Graecae XII,5. Inscriptiones Cycladum, a cura di Friedrich Hiller von Gaertringen. 2 vols. Berlin 1903-1909. — Ios, Sikinos, Naxos, Paros, Oliaros, Siphnos, Seriphos, Kythnos, Keos, Gyaros, Syros, Andros and Tenos.
- IG XII,6	Inscriptiones Graecae, XII. Inscriptiones insularum maris Aegaei praeter Delum, 6. Inscriptiones Chii et Sami cum Corassiis Icariaque. — Pars I. Inscriptiones Sami Insulae. Decreta. Epistulae, sententiae, edicta imperatoria. Leges. Catalogi. Tituli Atheniensium. Tituli honorarii. Tituli operum publicorum. Inscriptiones ararum (nos. 1-536), a cura di Klaus Hallof. — Pars II. Inscriptiones Sami insulae. Dedicationes. Tituli sepulcrales. Tituli Christiani, Byzantini, Iudaei. Varia. Tituli graphio incisi. Incerta. Tituli Alieni. Inscriptiones Corassiarum (nos. 537-1216), a cura di Klaus Hallof. Inscriptiones Icariae insulae (nos. 1217-1292), a cura di Angelos P. Matthaiou. Berlin and New York 2000, 2003.
- IG XII,7	Inscriptiones Graecae XII,7. Inscriptiones Amorgi et insularum vicinarum, a cura di Jules Delamarre. Berlin 1908.
- IG XII,8	Inscriptiones Graecae XII,8. Inscriptiones insularum maris Thracici, a cura di Carl Friedrich. Berlin 1909. — Lemnos, Imbros, Samothrace, Thasos, Skiathos (etc.) and Skyros.
- IG XII,9	Inscriptiones Graecae XII,9. Inscriptiones Euboeae insulae, a cura di Erich Ziebarth. Berlin 1915.
- IG XIV	Inscriptiones Graecae, XIV. Inscriptiones Siciliae et Italiae, additis Galliae, Hispaniae, Britanniae, Germaniae inscriptionibus, a cura di Georg Kaibel. Berlin 1890.